# Christian Eduard Langethal
Christian Eduard Langethal (Erfurt, 6 de enero de 1806 - Jena, 28 de julio de 1878) fue un botánico e historiador agrícola alemán.
Era hijo de un zapatero, estudió ciencias naturales en la Universidad de Jena desde 1827, donde recibió en 1831 el doctorado.
En 1835 se fue con su maestro, el profesor Friedrich Gottlob Schulze, a la recién fundada Academia de Agricultura Eldena cerca de Greifswald, donde enseñó sobre historia natural. Junto con Schulze, en 1839, regresó a la Universidad de Jena y fue nombrado profesor de botánica agrícola y de producción vegetal. Langethal se vio seriamente afectada por la pérdida de la audición. Así, trabajó como escritor técnico en los campos agrícolas de la botánica y la historia agrícola. Su trabajo más exitoso fue el libro de texto "„Lehrbuch der landwirthschaftlichen Pflanzenkunde für praktische Landwirthe und Freunde des Pflanzenreichs“ (De la ciencia de las plantas agrícolas a los agricultores prácticos y amigos del reino vegetal), con varios volúmenes (de 1841 a 1845) apareciendo en cinco ediciones, la última vez en 1876 bajo el título "„Handbuch der landwirthschaftlichen Pflanzenkunde und des Pflanzenbaues“ (Guía práctica de la botánica agrícola y la producción vegetal). Estas obras fueron consideradas durante décadas como un patrón de referencia para los científicos agrícolas, los botánicos y los agricultores. La descripción de los principales cultivos agrícolas, hortalizas y plantas medicinales y para la agricultura que forman parte de árboles frutales y forestales sirvieron de modelo para los escritores de libros de texto posteriores.
De 1847 a 1856, publicó en cuatro volúmenes de "„Geschichte der deutschen Landwirthschaft“ (Historia de la agricultura alemana). La cuarta parte del volumen, que abarca el período comprendido entre 1618 a 1800 es especialmente relevante para la historia temprana de la ciencia agrícola y valiosa fuente de información.

## Algunas publicaciones
- Lehrbuch der landwirthschaftlichen Pflanzenkunde für praktische Landwirthe und Freunde des Pflanzenreichs, 4 tomos , Verlag der Cröker´schen Buchhandlung Jena 1841-1845; 2., 3. und 4. Aufl. ebd. en tomos de 1851-1866. – 5. vollst. neu bearb. Aufl. unter dem Titel Handbuch der landwirthschaftlichen Pflanzenkunde und des Pflanzenbaues, 4 tomos, Verlagsbuchhandlung Paul Parey Berlín 1876.
- Die Gewächse des nördlichen Deutschlands nach ihren natürlichen Familien, Standörtern und Stoffen mit einem nach neuen Grundsätzen bearbeiteten Blüthen-Kalender. Für Landwirthe, Forstmänner, Apotheker und alle Freunde des Pflanzenreichs. Verlag Luden Jena 1843.
- Terminologie der beschreibenden Botanik. Nebst einem lateinisch-deutschen und deutsch-lateinischen Wörterbuche. Verlag Mauke Jena 1845.
- Geschichte der deutschen Landwirthschaft. 4 tomos, Verlag Luden Jena 1847, 1850, 1854 u. 1856. − Neuauflagen unter dem gleichen Titel, gekürzt und überarbeitet von E. Michelsen und F. Nedderich. Verlagsbuchhandlung Paul Parey Berlín 2. Aufl. 1882; 3. Aufl. 1890, 4. Aufl. 1902 = Thaer-Bibliothek Bd. 4.
- Beschreibung der Gewächse Deutschlands nach ihren natürlichen Familien und ihrer Bedeutung für die Landwirthschaft. Verlag Mauke Jena 1858; 2. Aufl. ebd. 1868.

- La abreviatura «Langeth.» se emplea para indicar a Christian Eduard Langethal como autoridad en la descripción y clasificación científica de los vegetales.[1]